# Orcynopsis unicolor
Одноколірний боніто або паломета (Orcynopsis unicolor — вид променеперих риб родини скумбрієвих, єдиний представник роду одноколірних боніт (Orcynopsis). Поширені в північно-східній частині Атлантичного океану. Максимальна довжина тіла 130 см.

## Опис
Тіло відносно коротке і високе сильно стиснуте з боків. Рот великий, закінчення верхньої щелепи доходить до вертикалі, що проходить через задній край ока. На верхній щелепі 18—27 конічних зубів, а на нижній 12—21 зуб. Є зуби на язиці. На першій зябровій дузі 12—17 (зазвичай 14—16) зябрових тичинок Два спинних плавці розділені невеликим проміжком. Перший спинний плавець високий з короткою основою з 12—14 колючими променями. У другому спинному плавці 12—15 м'яких променів. За ним слідує ряд з 7—9 невеликих додаткових плавців. В анальному плавці 14—16 м'яких променів, за ним йде ряд з 6—8 невеликих плавців. У коротких грудних плавцях 21—23 променів. Між черевними плавцями є невеликий одиничний виступ, розщеплений надвоє. У передній частині тіла добре розвинений панцир, утворений великими лусками. Решта тіла позбавлена луски, за винятком смужки лусочок уздовж основ спинних плавців і клаптиків лусочок навколо основ грудних, черевних і анального плавців. Хвостове стебло тонке з добре розвиненим центральним кілем і двома невеликими кілями зверху і знизу від основного. Хвостовий плавник серпоподібний. Плавальний міхур відсутній. Хребців 37—39, з них 19—21 хвостових. Права частка печінки збільшена, ліва частка коротка і зливається із середньою часткою. Селезінка прихована під печінкою.
Спина блакитно-чорна зі слабко вираженими крапками, що проходять уздовж тіла, чітких смуг або плям на тілі немає. Нижня частина тіла срібляста. Перші три чверті першого спинного плавця чорні, другий спинний плавець і спинні додаткові плавці темні, анальний плавець із жовтуватим відтінком.
Максимальна довжина тіла 130 см, зазвичай до 90 см; маса тіла до 13,1 кг.

## Біологія
Одноколірні боніто — епіпелагічно неретичні риби. Живуть у приповерхневих шарах води, утворюють невеликі зграї. Часто плавають біля поверхні води, при цьому перший спинний плавець виступає з води.
Харчуються дрібними зграйними рибами. До складу раціону входять анчоуси, сардинки , каранги, скумбрії, бопси тощо.
Вперше дозрівають при довжині тіла 70—80 см. У Середземному морі нерестяться в липні-вересні. Біля берегів Сенегалу нерест починається в травні. Плодючість 500—600 тисяч ікринок.

## Поширення
Ареал переривчастий. Поширені біля берегів Норвегії і північно-західної Африки, але відсутні біля Мадейри, Канарських островів і Кабо-Верде. Численні в Середземному морі.

## Господарське значення
Мають обмежене промислове значення. Промисел ведуть Мавританія, Марокко і Португалія. Ловлять переважно вудильними знаряддями. Улови в 1960-і роки досягали 6 тисяч тонн; в 2000-і роки улови варіювалися від 608 до 2532 тонн. Реалізуються в мороженому і копченому вигляді.